# Ronde van de Aude (vrouwen)
De Tour de l'Aude Cycliste Féminin was een meerdaagse wielerwedstrijd voor vrouwen die van 1985 tot 2010 jaarlijks werd verreden in de regio Occitanie in Frankrijk. Bij gebrek aan financiële middelen hield de wedstrijd na 2010 op te bestaan. De ronde was jarenlang een van de grotere ronden voor vrouwen, samen met de Giro Donne en La Grande Boucle Féminine.
De enige Nederlandse zege was in 1991 voor Leontien van Moorsel. Zij eindigde in 1990 en 1993 als tweede. Zes rensters wisten de Tour de l'Aude tweemaal te winnen.
Op 12 juli 2013 startte Marianne Vos samen met de rensters Emma Pooley (in 2010 de laatste winnares), Kathryn Bertine en Chrissie Wellington een petitie om de ASO te overtuigen voor de vrouwen weer een grote etappekoers te organiseren. Dit leidde in 2014 tot de oprichting van La Course by Le Tour de France, een eendagswedstrijd op de Champs Élysées voorafgaand aan de laatste etappe van de Tour de France voor mannen.

## Erelijst
| Jaar | Eerste                 | Tweede               | Derde                |
| ---- | ---------------------- | -------------------- | -------------------- |
| 1985 | Janelle Parks          | Denise Burton        | Imelda Chiappa       |
| 1986 | Phyllis Hines          | Virginie Lafargue    | Alla Iakovleva       |
| 1987 | Maria Canins           | Tamara Poliakova     | Jeannie Longo        |
| 1988 | Jeannie Longo          | Maria Canins         | Lisa Brambani        |
| 1989 | Cécile Odin            | Nadejda Kibardina    | Sarah Neil           |
| 1990 | Catherine Marsal       | Leontien van Moorsel | Denise Kelly         |
| 1991 | Leontien van Moorsel   | Catherine Marsal     | Inga Thompson        |
| 1992 | Julie Young            | Paola Turcutto       | Inga Thompson        |
| 1993 | Jeannie Longo-Ciprelli | Leontien van Moorsel | Marion Clignet       |
| 1994 | Catherine Marsal       | Rasa Polikevičiūtė   | Aleksandra Koliaseva |
| 1995 | Valentina Polkhanova   | Rasa Polikevičiūtė   | Svetlana Boebnenkova |
| 1996 | Aleksandra Koliaseva   | Svetlana Boebnenkova | Catherine Marsal     |
| 1997 | Linda Jackson          | Svetlana Boebnenkova | Heidi Van De Vijver  |
| 1998 | Fabiana Luperini       | Valentina Polkhanova | Catherine Marsal     |
| 1999 | Lyne Bessette          | Hanka Kupfernagel    | Heidi Van De Vijver  |
| 2000 | Hanka Kupfernagel      | Mirjam Melchers      | Geraldine Löwenguth  |
| 2001 | Lyne Bessette          | Judith Arndt         | Susanne Ljungskog    |
| 2002 | Judith Arndt           | Valentina Polkhanova | Edita Pučinskaitė    |
| 2003 | Judith Arndt           | Lyne Bessette        | Susanne Ljungskog    |
| 2004 | Trixi Worrack          | Judith Arndt         | Kimberly Bruckner    |
| 2005 | Amber Neben            | Trixi Worrack        | Kristin Armstrong    |
| 2006 | Amber Neben            | Susanne Ljungskog    | Trixi Worrack        |
| 2007 | Susanne Ljungskog      | Trixi Worrack        | Judith Arndt         |
| 2008 | Susanne Ljungskog      | Judith Arndt         | Trixi Worrack        |
| 2009 | Claudia Häusler        | Trixi Worrack        | Marianne Vos         |
| 2010 | Emma Pooley            | Mara Abbott          | Emma Johansson       |

#### Meervoudige winnaars
| Overwinningen | Renster           | Land             | Jaren      |
| ------------- | ----------------- | ---------------- | ---------- |
| 2             | Jeannie Longo     | Frankrijk        | 1988, 1993 |
| 2             | Catherina Marsal  | Frankrijk        | 1990, 1994 |
| 2             | Lyne Bessette     | Canada           | 1999, 2001 |
| 2             | Judith Arndt      | Duitsland        | 2002, 2003 |
| 2             | Amber Neben       | Verenigde Staten | 2005, 2006 |
| 2             | Susanne Ljungskog | Zweden           | 2007, 2008 |

#### Overwinningen per land
| Overwinningen | Land                                   |
| ------------- | -------------------------------------- |
| 5             | Duitsland, Frankrijk, Verenigde Staten |
| 3             | Canada                                 |
| 2             | Italië, Rusland, Zweden                |
| 1             | Nederland, Verenigd Koninkrijk         |